# 高島市
高島市（日语：／ Takashima shi */?）是位於日本滋賀縣西北部的城市。西南側以比良山地與京都府相鄰，北部以野坂山地與福井縣相隔，東側鄰琵琶湖，主要市區位於注入琵琶湖的安曇川和石田川下游的沖積平原。
由於高島市接近日本海，在日本的氣候畫分上屬於日本海側氣候，在山區的部分則依據豪雪地帶對策特別錯置法被劃入豪雪地帶。

## 人口
| 高島市人口變化 \| 1970年 \| 49,818人 \| \| \| 1975年 \| 49,519人 \| \| \| 1980年 \| 50,926人 \| \| \| 1985年 \| 52,020人 \| \| \| 1990年 \| 52,032人 \| \| \| 1995年 \| 54,369人 \| \| \| 2000年 \| 55,451人 \| \| \| 2005年 \| 53,950人 \| \| \| 2010年 \| 52,486人 \| \| \| 2015年 \| 50,025人 \| \| \| 2020年 \| 46,377人 \| \| |          |  |
| 資料來源：日本總務省統計中心提供之人口普查數據 |          |  |
| 1970年 | 49,818人 |  |
| 1975年 | 49,519人 |  |
| 1980年 | 50,926人 |  |
| 1985年 | 52,020人 |  |
| 1990年 | 52,032人 |  |
| 1995年 | 54,369人 |  |
| 2000年 | 55,451人 |  |
| 2005年 | 53,950人 |  |
| 2010年 | 52,486人 |  |
| 2015年 | 50,025人 |  |
| 2020年 | 46,377人 |  |

## 歷史
高島市過去在令制國時代屬於近江國高島郡，根據10世紀完成的《和名類聚抄》，在當時高島郡下有木津鄉、鞆結鄉、善積鄉、河上鄉、角野鄉、三尾鄉存在，而後本地的木津莊則是延曆寺天台座主直轄莊園，曾為延曆寺的主要經濟來源，在當時木津野市琵琶湖西岸的主要港口。
12世紀後，近江國為佐佐木氏所控制，佐佐木信綱將高島郡安排給次男高信，此後成為高島高信，在此建立清水山城，成為高島氏的始祖，其子孫在分散到高島郡各地後，又陸續分衍出朽木氏、永田氏、平井氏、橫山氏、田中氏、谷氏的分支家族。
16世紀初淺井亮政崛起掌控了北近江以淺井郡的區域後，將勢力往西擴張至此，高島氏一族因而臣服於淺井氏，直到16世紀末織田信長擊敗淺井氏後，高島郡曾先後交由磯野員昌和津田信澄，並在此建立大溝城和新莊城；而高島氏一族在本地只剩下朽木氏得以繼續存續發展，17世紀進入江戶時代後，朽木氏成為幕府的交代寄合旗本，得以繼續領有位於高島郡中部的朽木領地直到江戶時代結束。
除朽木領外，在高島郡的南部還有分部氏的大溝藩，藩廳設於勝野地區的大溝陣屋。
19世紀末明治維新後，本地的的幕府直屬領及旗本領先後改隸屬大津裁判所及大津縣，1871年實施廢藩置縣後，屬於各藩的區域則改隸屬郡山縣、小濱縣、膳所縣、川越縣、伯太縣、金澤縣、淀縣、豐橋縣、福知山縣。在1872年的府縣整併中，全數區域都被整併為長濱縣，但長濱縣在三個月後更名為犬上縣，不過在同年年底犬上縣又與滋賀縣合併為新設立的滋賀縣。
1889年日本實施町村制，現在的高島市轄區在當時分屬高島郡下的17個行政區劃以及滋賀郡的小松村，歷經1950年代的昭和大合併後，這些行政區劃被整併為位於北部的牧野町，位於中部的今津町、新旭町，位於南部的高島町、安曇川町，以其位於西部山區內未曾參與整併過的朽木村。
2000年代日本政府開始推動平成大合併，這六個行政區劃在2005年合併為高島市。

### 變遷表
| 1889年4月1日 | 1889年 - 1912年             | 1912年 - 1944年             | 1945年 - 1954年              | 1955年 - 1989年              | 1989年 - 現在             | 現在                      |
| ------------ | --------------------------- | --------------------------- | ---------------------------- | ---------------------------- | ------------------------- | ------------------------- |
| 海津村       | 海津村                      | 海津村                      | 海津村                       | 1955年1月1日 合併為牧野町    | 2005年1月1日 合併為高島市 | 2005年1月1日 合併為高島市 |
| 劍熊村       |                             |                             |                              | 1955年1月1日 合併為牧野町    | 2005年1月1日 合併為高島市 | 2005年1月1日 合併為高島市 |
| 西村         |                             |                             |                              | 1955年1月1日 合併為牧野町    | 2005年1月1日 合併為高島市 | 2005年1月1日 合併為高島市 |
| 百瀨村       |                             |                             |                              | 1955年1月1日 合併為牧野町    | 2005年1月1日 合併為高島市 | 2005年1月1日 合併為高島市 |
| 川上村       | 川上村                      | 川上村                      | 川上村                       | 1955年1月1日 合併為今津町    | 2005年1月1日 合併為高島市 | 2005年1月1日 合併為高島市 |
| 今津村       | 1906年12月26日 改制為今津町 | 1906年12月26日 改制為今津町 | 1906年12月26日 改制為今津町  | 1955年1月1日 合併為今津町    | 2005年1月1日 合併為高島市 | 2005年1月1日 合併為高島市 |
| 三谷村       |                             |                             |                              | 1955年1月1日 合併為今津町    | 2005年1月1日 合併為高島市 | 2005年1月1日 合併為高島市 |
| 朽木村       |                             |                             |                              |                              | 2005年1月1日 合併為高島市 | 2005年1月1日 合併為高島市 |
| 廣瀨村       | 廣瀨村                      | 廣瀨村                      | 1954年11月3日 合併為安曇川町 | 1954年11月3日 合併為安曇川町 | 2005年1月1日 合併為高島市 | 2005年1月1日 合併為高島市 |
| 安曇村       | 安曇村                      | 1940年2月11日 改制為安曇町  | 1954年11月3日 合併為安曇川町 | 1954年11月3日 合併為安曇川町 | 2005年1月1日 合併為高島市 | 2005年1月1日 合併為高島市 |
| 青柳村       |                             |                             | 1954年11月3日 合併為安曇川町 | 1954年11月3日 合併為安曇川町 | 2005年1月1日 合併為高島市 | 2005年1月1日 合併為高島市 |
| 本村         |                             |                             | 1954年11月3日 合併為安曇川町 | 1954年11月3日 合併為安曇川町 | 2005年1月1日 合併為高島市 | 2005年1月1日 合併為高島市 |
| 高島村       | 高島村                      | 1943年4月29日 合併為高島町  | 1943年4月29日 合併為高島町   | 1943年4月29日 合併為高島町   | 2005年1月1日 合併為高島市 | 2005年1月1日 合併為高島市 |
| 大溝村       | 1902年11月1日 改制為大溝町  | 1943年4月29日 合併為高島町  | 1943年4月29日 合併為高島町   | 1943年4月29日 合併為高島町   | 2005年1月1日 合併為高島市 | 2005年1月1日 合併為高島市 |
| 水尾村       |                             | 1943年4月29日 合併為高島町  | 1943年4月29日 合併為高島町   | 1943年4月29日 合併為高島町   | 2005年1月1日 合併為高島市 | 2005年1月1日 合併為高島市 |
| 新儀村       | 新儀村                      | 新儀村                      | 新儀村                       | 1955年1月1日 合併為新旭町    | 2005年1月1日 合併為高島市 | 2005年1月1日 合併為高島市 |
| 饗庭村       |                             |                             |                              | 1955年1月1日 合併為新旭町    | 2005年1月1日 合併為高島市 | 2005年1月1日 合併為高島市 |

## 行政
在眾議院議員總選舉中，高島市與大津市一同被劃為滋賀縣第1區。

## 交通

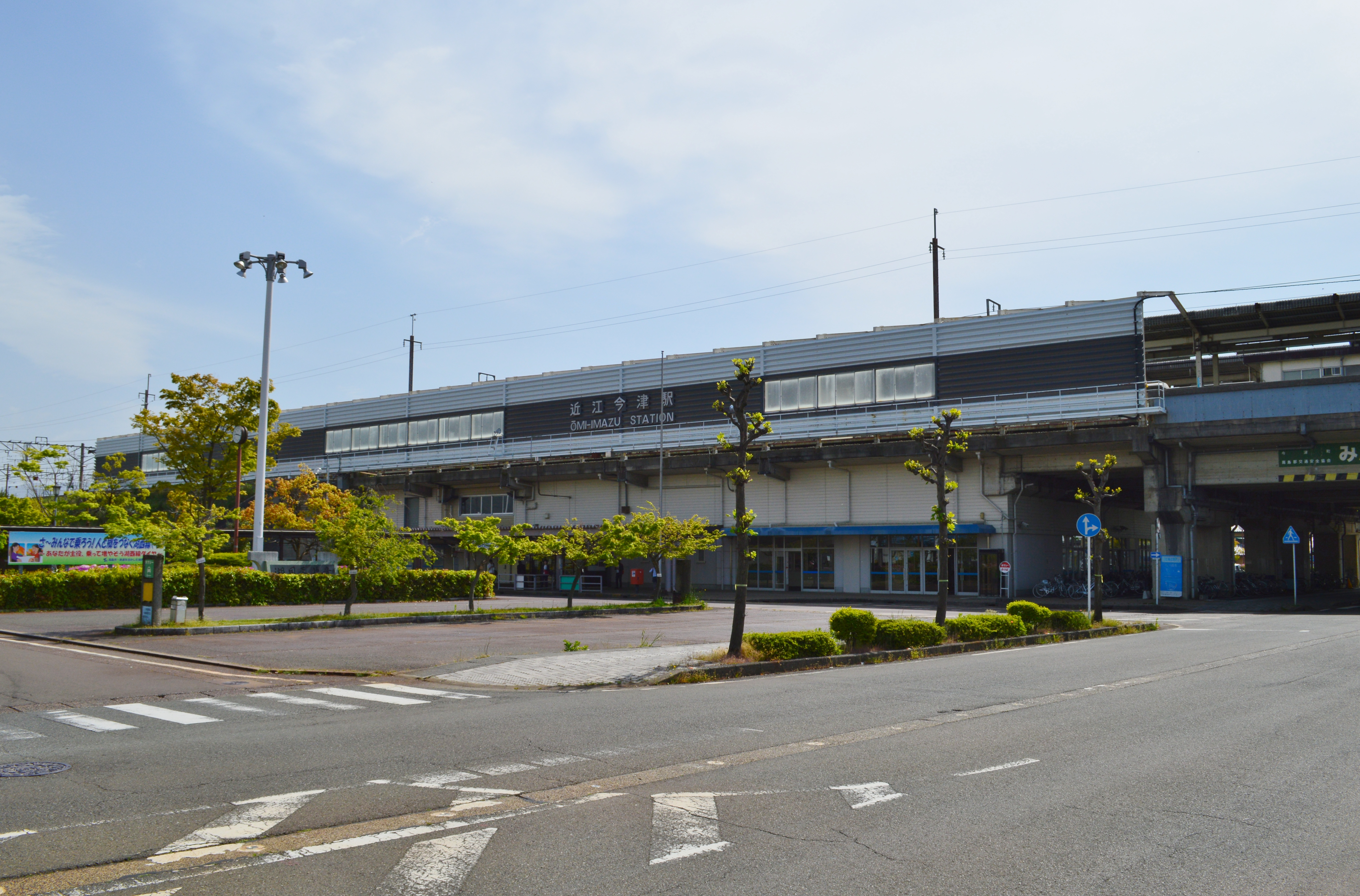
近江今津車站

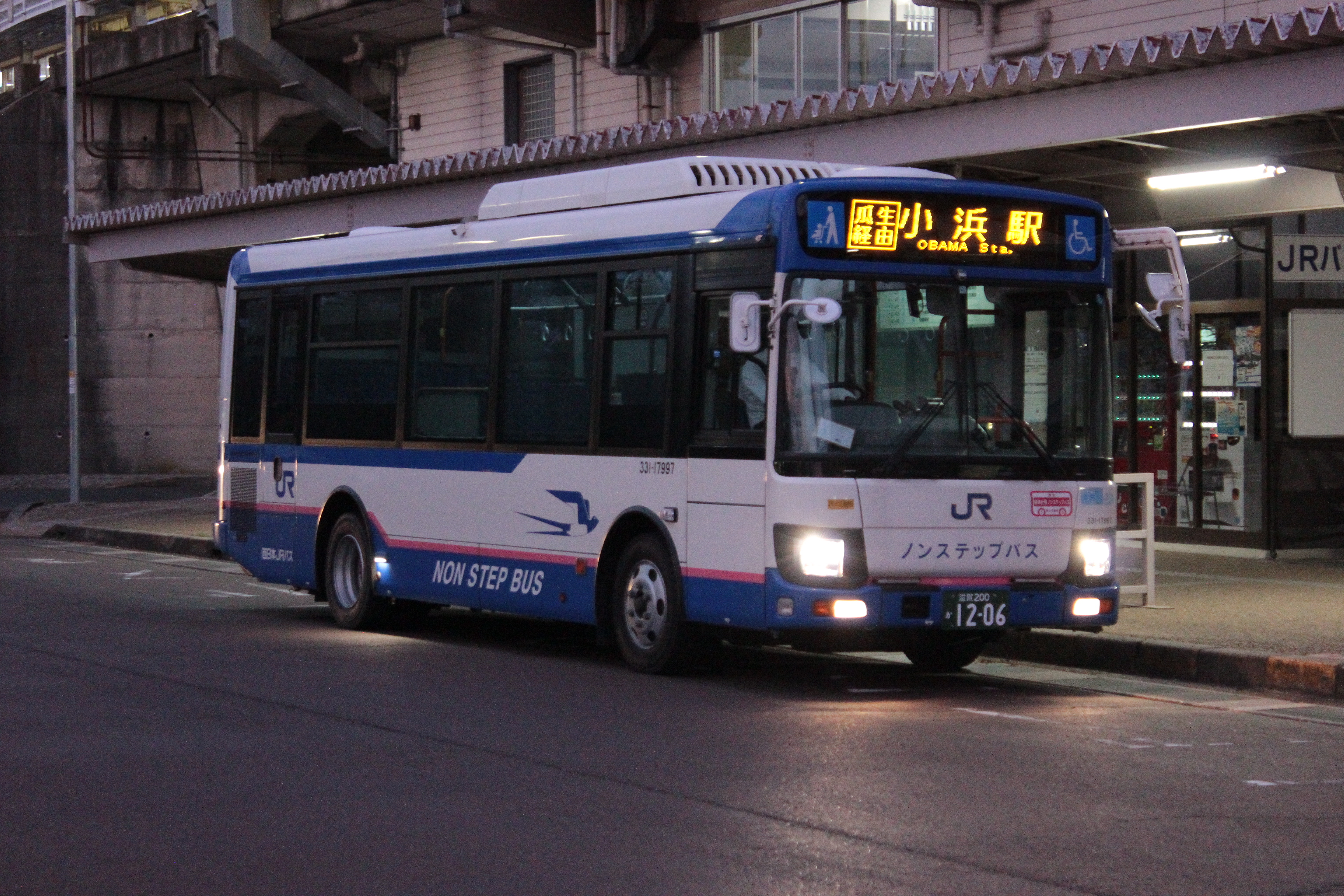
停靠於近江今津車站前的西日本JR巴士「若江線」

西日本旅客鐵道連結關西地區與北陸地方之間的短途高速鐵道湖西線以南北向通過轄區東部，在轄內共有六個車站，其中以近江今津車站為轄內最大的車站。經由湖西線，自京都車站可在約50分鐘抵達近江今津車站。
在湖西線通車前，過去在1927年至1969年期間，本地最主要的鐵路交通是江若鐵道所開設自大津市經志賀町至本地的高島町、安曇川町、新旭町、今津町的鐵路路線，這條路線最初還曾考慮過往北繼續延伸至福井縣若狹地方，但最終只開通至近江今津車站；最終由於日本國有鐵道決定興建湖西線，因而收購江若鐵道的這條路線，歷時五年的工程後完成現在的湖西線，而原本的江若鐵道改組為已經營客運路線為主的江若交通。
國道161號、國道303號、國道367號為轄內主要的公路幹道，其中國道161號走向與鐵路湖西線大致相同，國道303號可往西接往福井縣，國道367號則可往西南前往京都府。
市內的客運路線業者則有包括江若交通、西日本JR巴士、湖國巴士、京都巴士在內多達四家業者經營。

### 鐵路
- 西日本旅客鐵道
  - 湖西線：（←大津市） - 近江高島車站 - 安曇川車站 - 新旭車站 - 近江今津車站 - 近江中庄車站 - 牧野車站 - （長濱市）

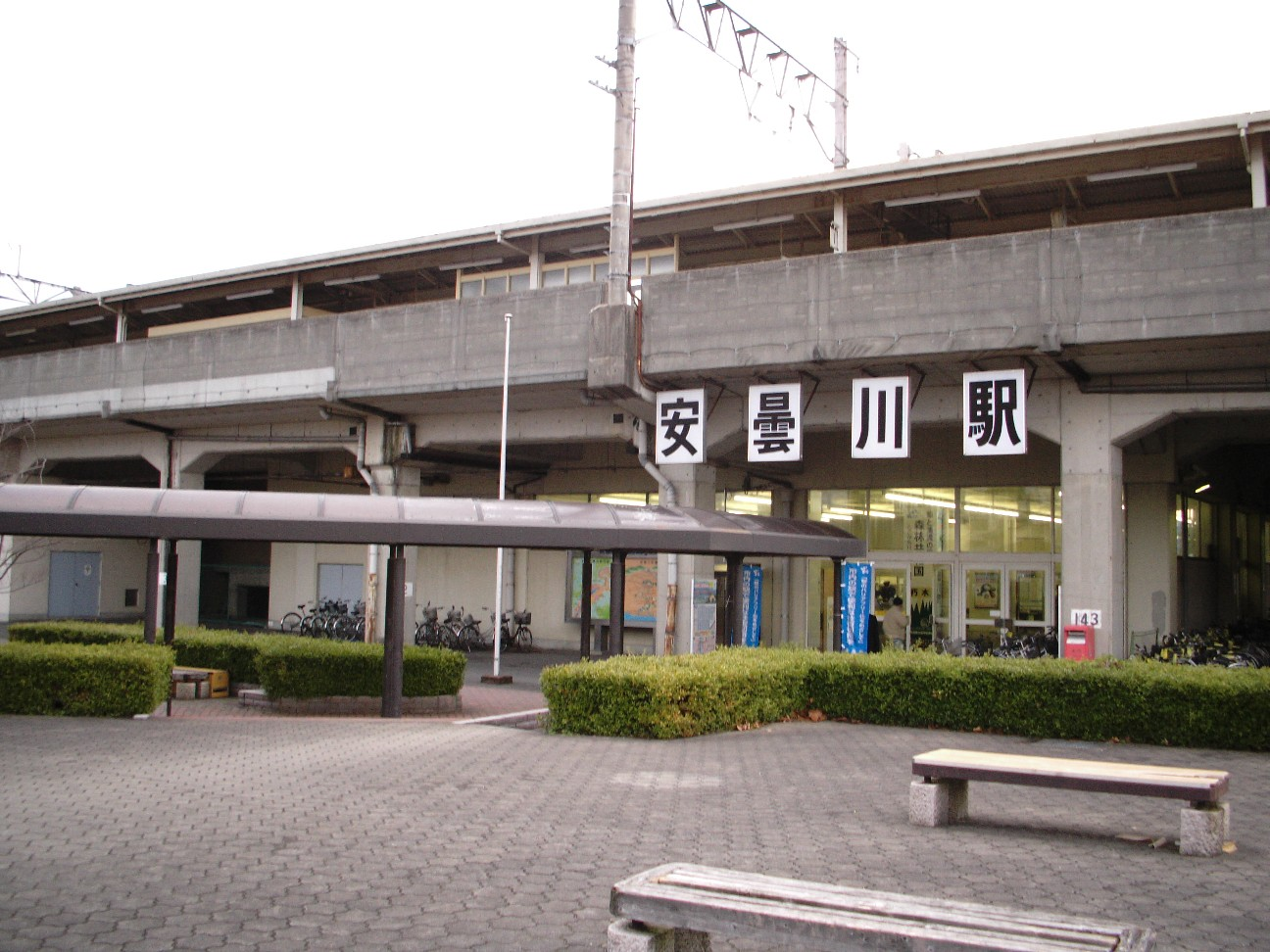
安曇川車站
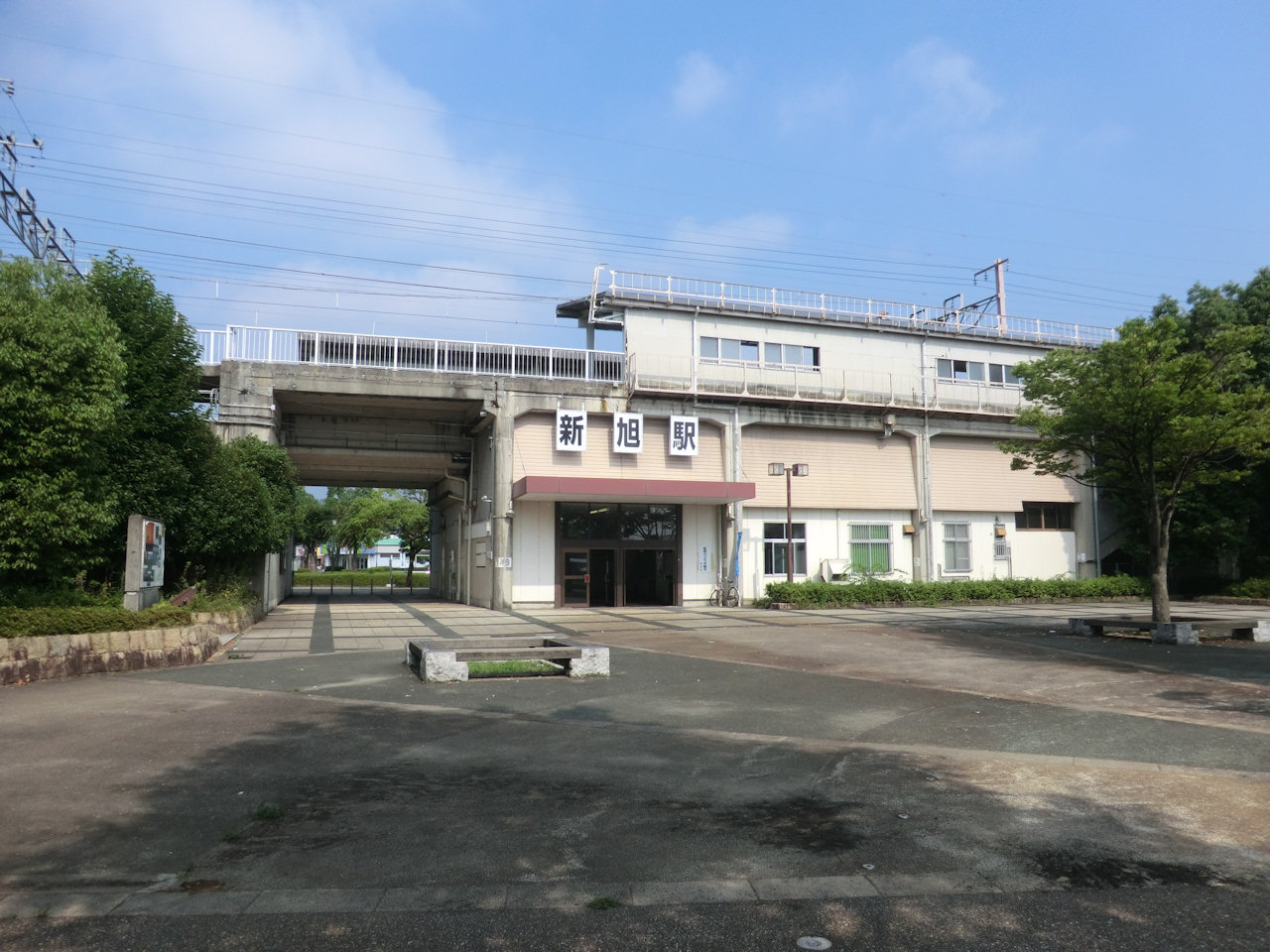
新旭車站
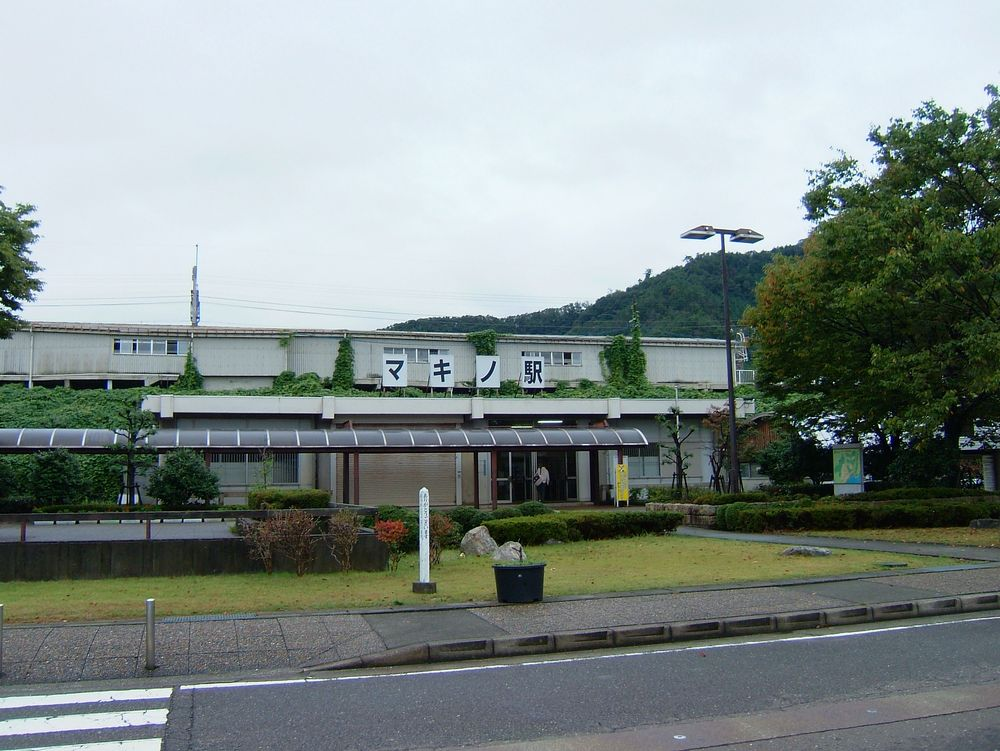
牧野車站

## 觀光
在北部的牧野町地區的湖邊區域有高木濱沙灘及知內濱沙灘可供遊客戲水，琵琶湖八景之一的「曉霧 海津大崎的岩礁」也是位於牧野町湖邊的海津大崎，在此區域有超過600棵的櫻花樹分布在長約四公里的湖岸中，因此也是著名的賞櫻景點。
日本著名的校園歌曲琵琶湖周航之歌是過去舊制第三高等學校學生在划船環繞琵琶湖期間，於今津町住宿過夜時所完成；隨著此歌曲在全日本的知名度提升，1999年今津町建立了琵琶湖周航之歌資料館，成為今津町地區的主要觀光景點。
南部的安曇川町地區由於是17世紀的儒家學者中江藤樹的出生地，因此也與中江相關的景點藤樹書院及中江藤樹紀念館，在紀念館內還有一座中國式園林陽明園，為過去舊安曇川町與同樣為著名儒家學者王守仁出生地的中國浙江省余姚市進行交流，在余姚市的協助之在此所建立。
在高島町南部湖岸邊的白鬚神社已有約2,000年的歷史，是全日本約300座白鬚神社的總本社，由於神社前有一座鳥居建於琵琶湖中，因此也得到「近江的嚴島」的別稱。

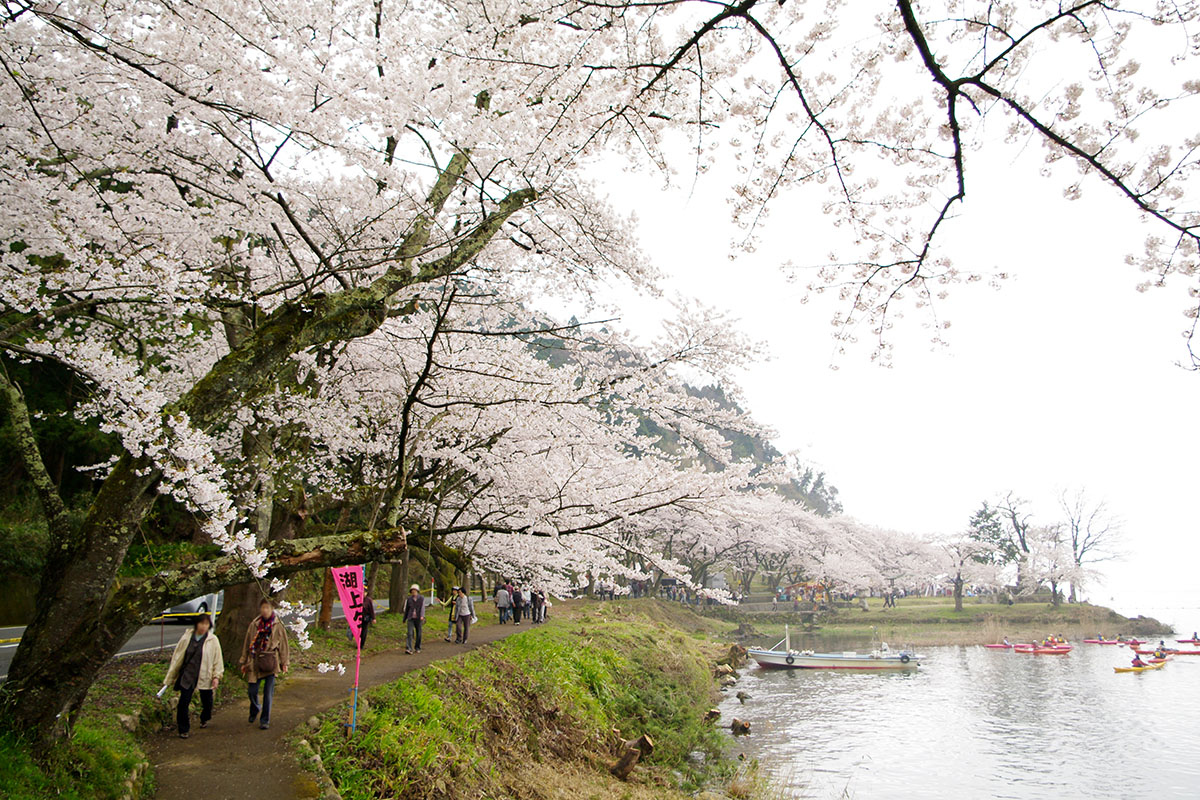
海津大崎岸邊的櫻花
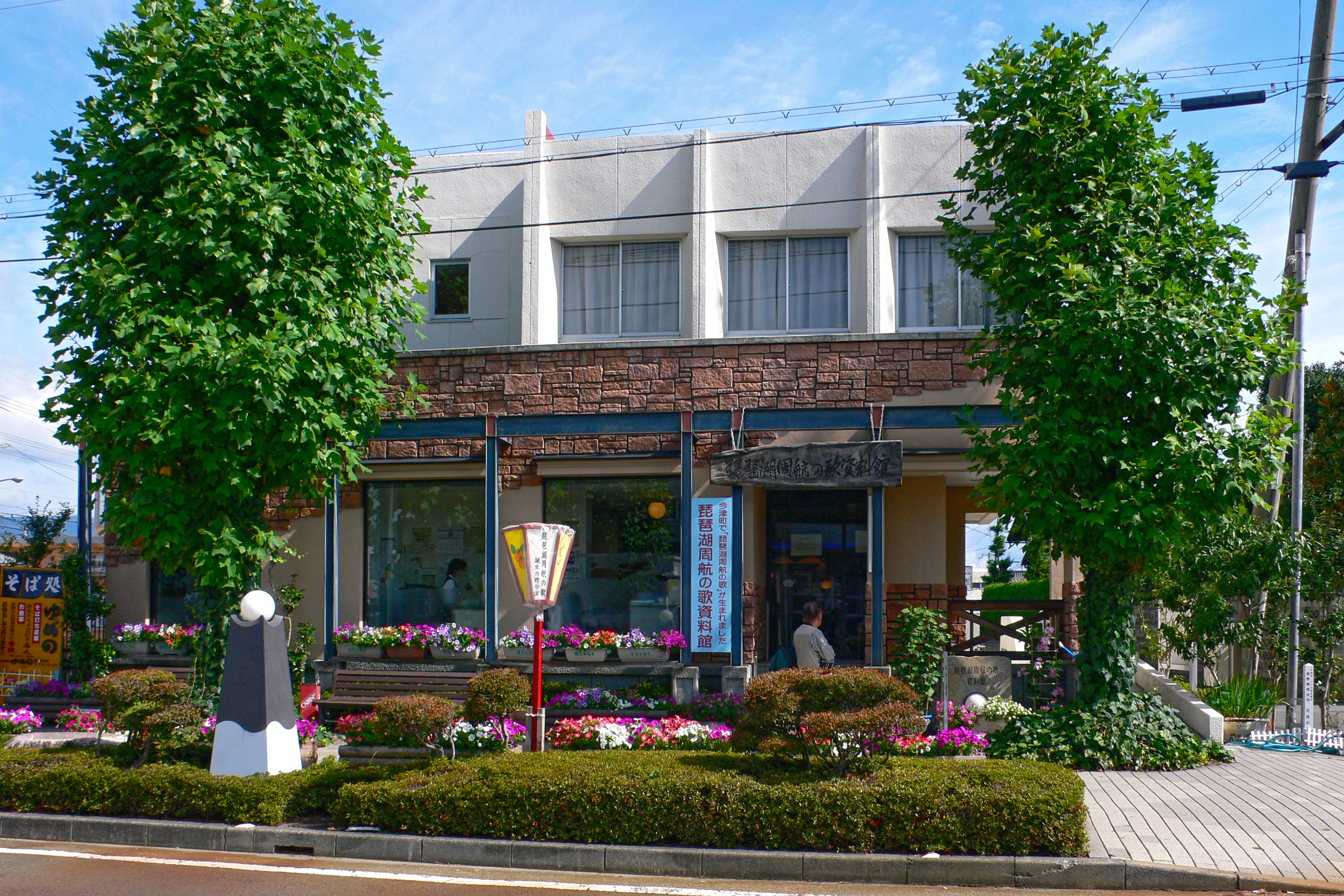
琵琶湖周航之歌資料館
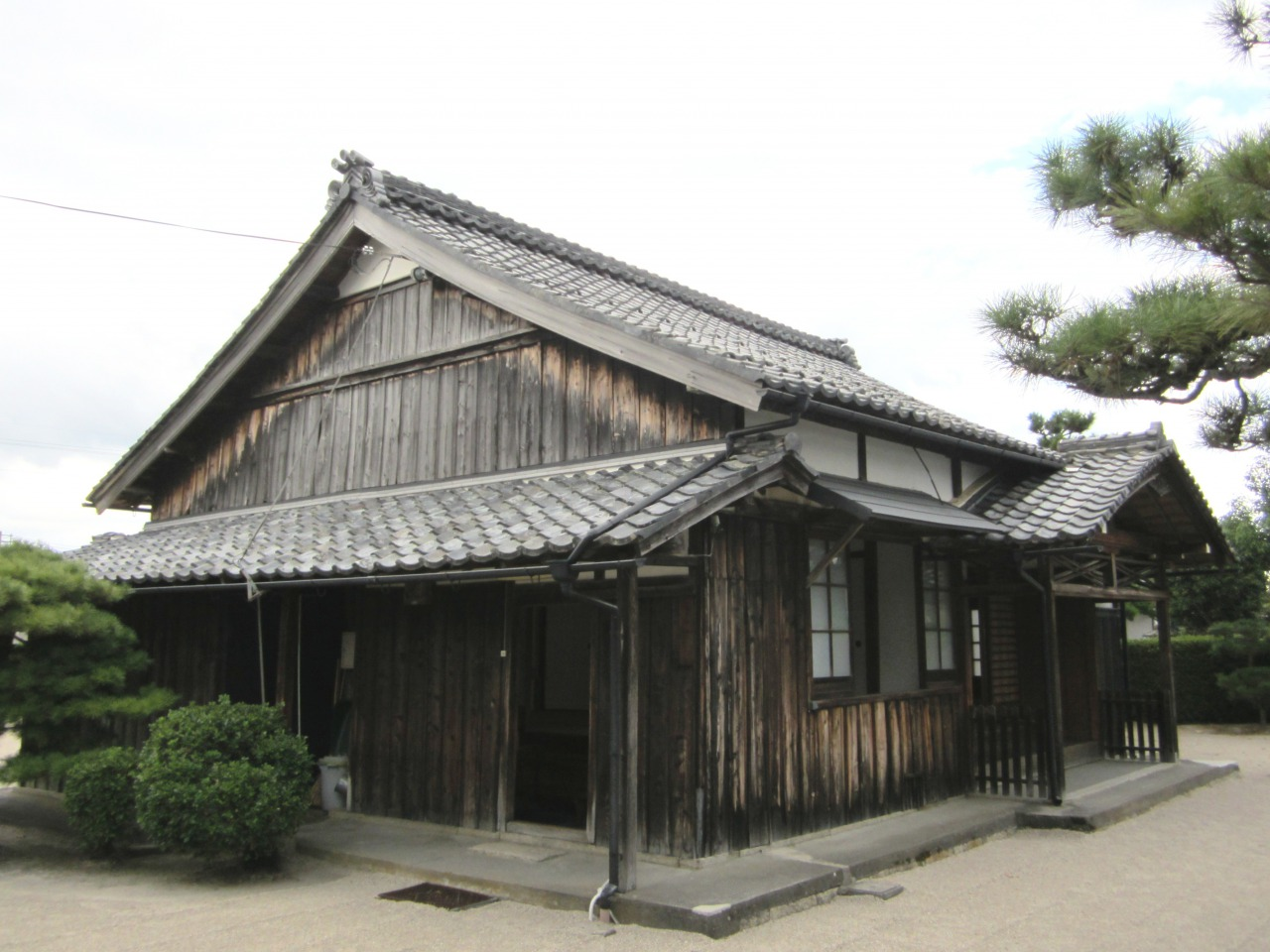
藤樹書院
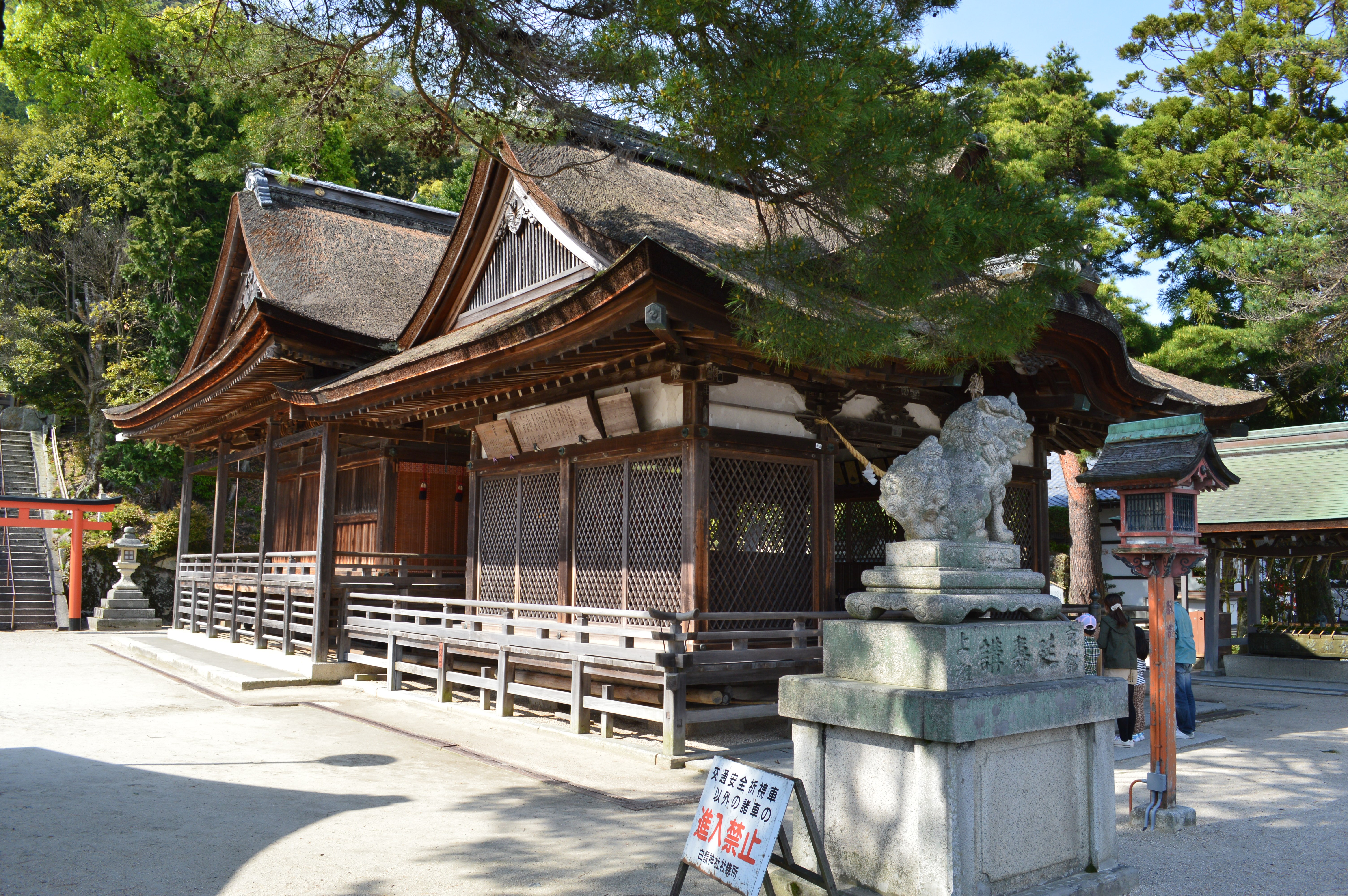
白鬚神社社殿
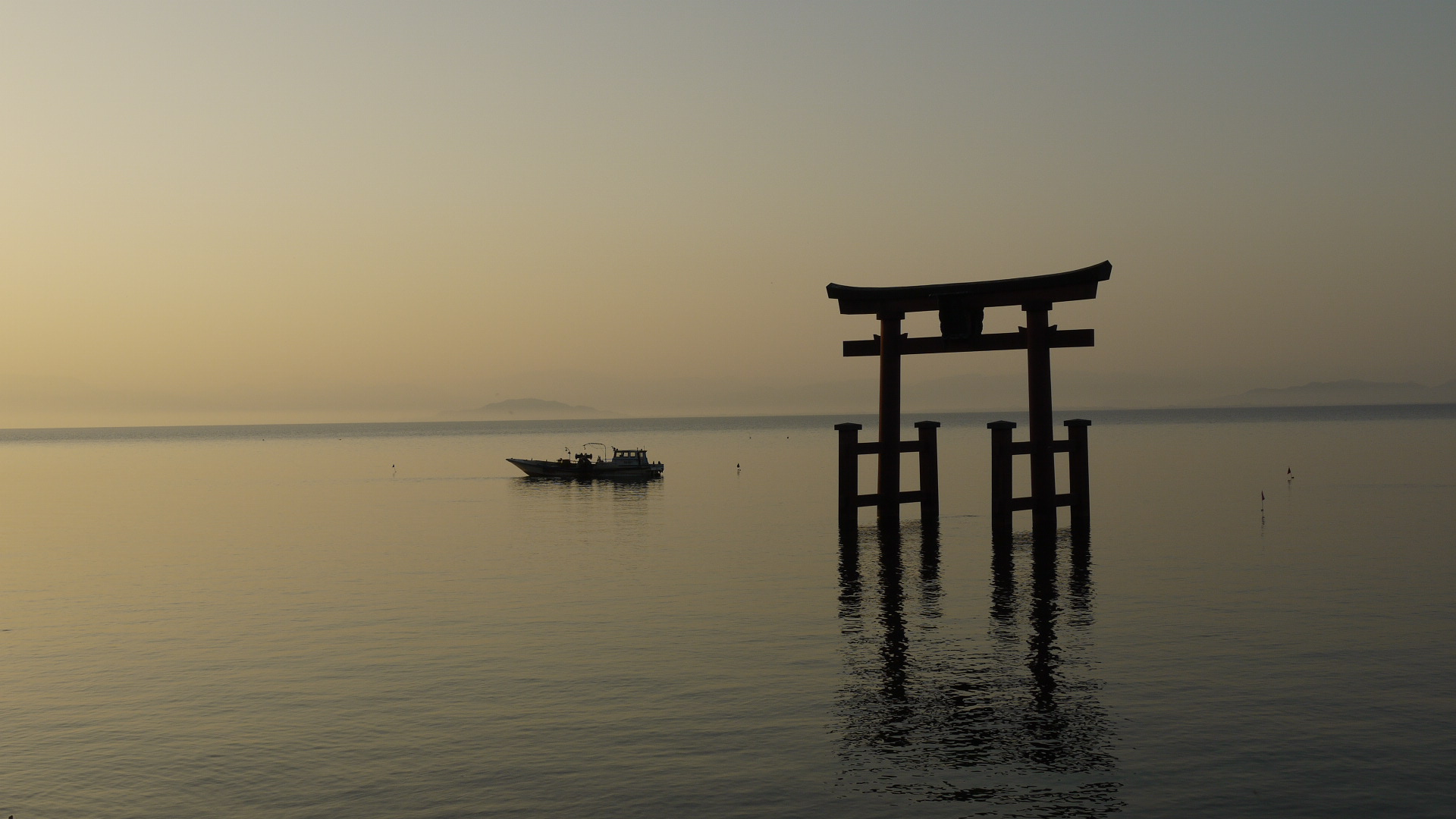
白鬚神社於琵琶湖中的鳥居

## 教育

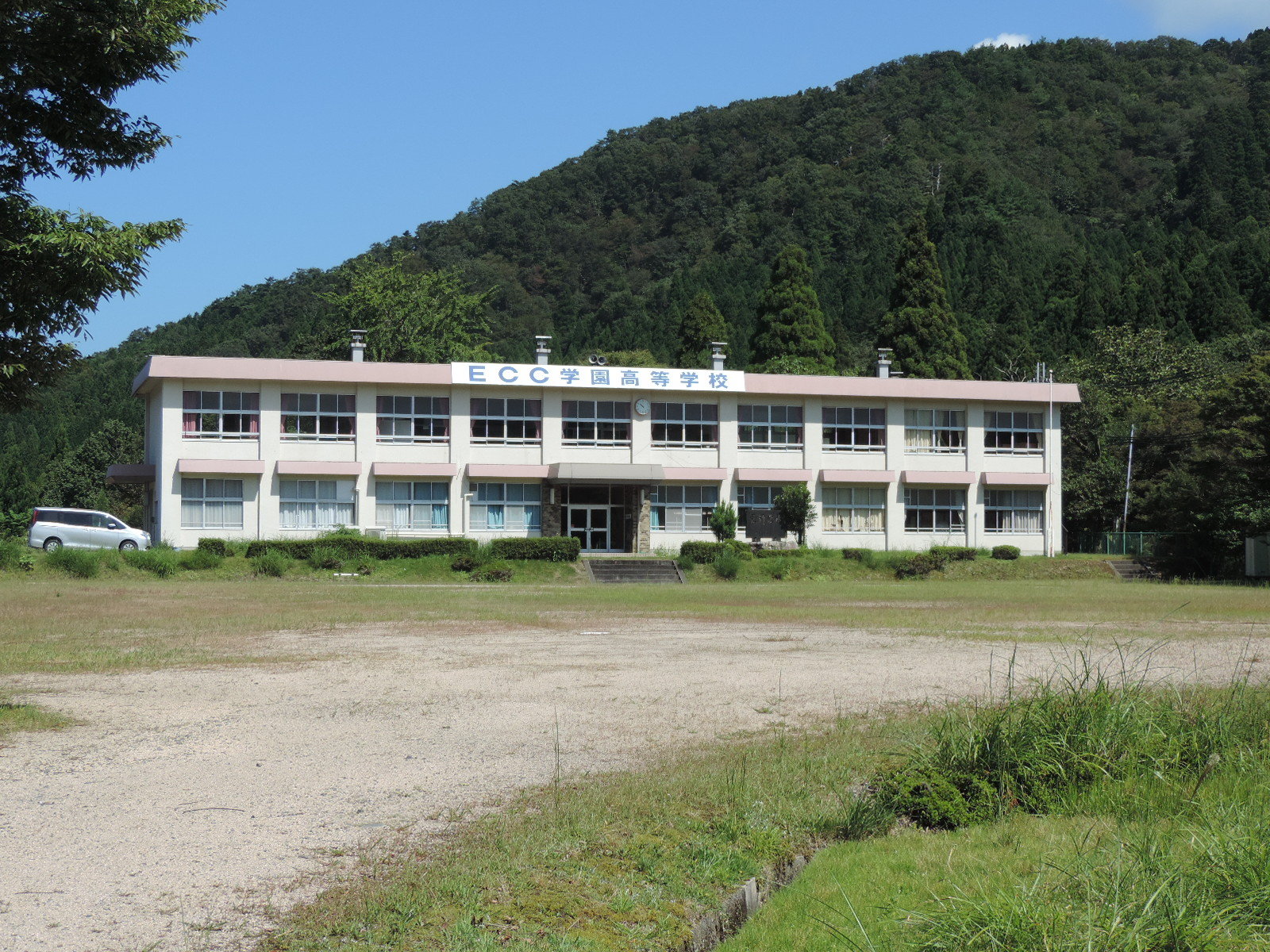
ECC學園高等學校校舍

轄內並無高等教育學校，僅有三所高中及多所中學及小學，其中的ECC學園高等學校唯一所採學分制的通信教育學校。

## 姊妹、友好城市

### 日本
- 新雪谷町（北海道虻田郡）
由於舊牧野町和新雪谷町同為日本最早開始使用片假名作為名稱的行政區劃名稱，兩地因而在1978年締結為姊妹都市。
- 守口市（大阪府）
由舊安曇川町與其在1981年締結為友好都市。
- 大洲市（愛媛縣）
由舊安曇川町與其在1999年締結為友好都市。

### 海外
- 佩托斯基（美國密歇根州埃米特郡）
由舊牧野町與其在1976年締結為姊妹都市。

## 本地出身之名人
根據《古事記》紀載，在六世紀初就任，被認為是讓日本形成天皇制度的继体天皇於五世紀中出生於近江國高嶋鄉三尾野，即位於現在的高島市安曇川町三尾里。
16世紀戰國時代末期，協助織田信長自金崎之戰撤往京都的朽木元綱即為本地高島郡朽木氏當主，其之後先後跟隨織田信長和豐臣秀吉並立下戰功，因而一度成為大名並在高島郡內建立朽木藩，其直系子孫後來也成為旗本，繼續在高島郡領有朽木領地，三子的後代後來則成為福知山藩的藩主。
17世紀出生於本地的中江藤樹則是日本陽明學的開山鼻祖，曾先後在米子藩和大洲藩服務，隱退後回到高島郡開設私塾藤樹書院，致力於儒學研究。
日本連鎖百貨公司高島屋的創辦人飯田新七雖然並非出生於高島本地，但後來成為出身自高島的商人飯田儀兵衛的女婿並繼承飯田家，因而後來飯田新七利用飯田儀兵衛資金開設二手衣服商店時，便將店名以飯田儀兵衛故鄉「高島」命名為「高島屋」，而後逐漸發展為現在的大型連鎖百貨公司。現在高島屋在高島市開設獎學金，以培養高島市本地人才。

## 外部連結
- （日語） 高島市政府的Facebook專頁
- （日語） 高島市的Instagram帳戶
- （日語） 琵琶湖　高島觀光指引 （页面存档备份，存于） - 琵琶湖高島觀光協會
  - （繁體中文） 高島市觀光資訊 （页面存档备份，存于） - 琵琶湖高島觀光協會